# Ozero Bogatyrjovka
Ozero Bogatyrjovka (ryska: Озеро Богатырёвка) är en sjö i Belarus.   Den ligger i voblasten Brests voblast, i den sydvästra delen av landet, 240 km sydväst om huvudstaden Minsk. Ozero Bogatyrjovka ligger 133 meter över havet.
Trakten runt Ozero Bogatyrjovka består till största delen av jordbruksmark. Runt Ozero Bogatyrjovka är det ganska tätbefolkat, med 58 invånare per kvadratkilometer.